# ألان هيرش
ألان هيرش (بالإنجليزية: Alan Hirsch)‏ (و. 1959  م) هو مؤلف، وعالم عقيدة، وأستاذ جامعي، وكاتب جنوب أفريقي، ولد في جوهانسبرغ.

## التعليم
تعلم في جامعة رادبود نايميخن.